# راسکین (فلوریدا)
راسکین (به انگلیسی: Ruskin) یک حوزه سرشماری در ایالات متحده آمریکا است که در شهرستان هیلزبرو، فلوریدا واقع شده‌است. راسکین ۵۰٫۶ کیلومتر مربع مساحت و ۱۷٬۲۰۸ نفر جمعیت دارد و ۱ متر بالاتر از سطح دریا قرار دارد.